# Francisco Antônio Raposo
Francisco Antônio Raposo, primeiro e único barão de Caruaru (Recife, 24 de novembro de 1817 — Rio de Janeiro, 23 de março de 1880), foi um militar, político e nobre brasileiro.

## Biografia
Tendo ingressado na carreira militar, em 2 de dezembro de 1839, foi brigadeiro do exército, tendo ainda integrado o Supremo Conselho Militar, como vogal, uma vez que era bacharel em direito.
Exerceu ainda o magistério, tornando-se lente da Escola Politécnica e do Colégio Militar - ambos na então capital do Império.
Na Escola Militar atingiu o grau de doutor.

## Governo do Mato Grosso
Governou a província de Mato Grosso por sete meses. Foi nomeado por carta imperial datada de 31 de Maio de 1870, tomando posse a 12 de outubro desse mesmo ano, sucedendo ao interino Antônio de Cerqueira Caldas (Barão de Diamantino) e sendo por ele também sucedido, a 25 de maio de 1871.

## Dignidades
Além do baronato, foi ainda comendador das ordens da Rosa, de Cristo e de São Bento de Avis.